# EVS Broadcast Equipment
EVS Broadcast Equipment SA realizeaza sisteme video digitale pentru producții tv
Acestea au devenit un punct de referință standard pentru media din întreaga lume. Video-serverele  XT3 înregistrează,editează,exportă și rulează sursele audio-video.
Statisticile companiei arată că peste 5000 de operatori din întreaga lume  folosesc aplicațiile EVS în producțiile zilnice. EVS  a atins succesul în compresarea audio/video, obiectivul fiind să-și mențină poziția pe piață, în trecerea de la televiziunea analog la cea digitală.

## Producția digitală în televiziune
În general, televiziunile difuzează imagini înregistrate, până de curând pe bandă (casete). Dar linear editing (or editarea pe bandă) este înlocuită de conținut digital or non-linear editing. Astăzi, tehnologia digitală pe  hard disk (non-linear, prin definiție) este alternativa cea mai comună. De câțiva ani încoace, avem o confirmare clară a migrației tehnologiei  ,chiar dacă rata de trecere la hard-disk de la 30% la 70% mai durează încă 5-6 ani .. Televiziunile au început trecerea la editarea non-liniară la sfârșitul anilor 1990. Video recorders sunt rar  folosite în producțiile media actuale, serverele EVS reprezentând un standard  în producțiile în direct broadcasting.

## Istoria Companiei
EVS a fost fondată în anul 1994 de Pierre Lhoest and Laurent Minguet. Trei ani mai tarziu,compania a investit 30% din capitalul sau in fonduri private, de aproximativ 4 milioane euro
In 1998, EVS a fost listată la bursa de valori, cu o cotație inițială de 14,8 euro pe acțiune( (la nivele comparabile) fiind evaluate la 204 milioane euro. .  În același an, EVS a achiziționat VSE, un subcontractant hardware condus de MICHEL COUNSON.In aceasta tranzacție, VSE a primit acțiuni de la EVS de aproximativ 4.5 milioane euro.
De atunci, EVS a devenit un actor principal pe piața media profesională,axându-se pe tehnologiile digitale de înregistrare pentru producțiile media și în direct.Produsele EVS sunt folosite cu precădere în OB-van( car de televiziune) datorită calității precum și a reluărilor în slow-motion. EVS a revoluționat piața digitală, fiind prima care a introdus hard-disk- ul în acest sistem,înlocuind banda magnetică, unde lideri de piață erau Sony și Panasonic.
După ce și-a stabilit poziția în evenimentele sportive, EVS a început să folosească serverele și în producțiile TV, cu o serie de facilități, începând cu anul 2002. Această mișcare strategică către producțiile TV, a contribuit cu o creștere a capitalului cu 40% în anul 2012. În plus, EVS a fondat XDC în 2004, un pionier în cinematografial de înaltă definiție, care a fost restructurat în Dcinex Group.EVS și-a vândut acțiunile către Dcinex Group în 2014.
În 2001 Laurent Minguet  a demisionat din funcția de director. 
În urma reuniunii consiliului de administrație, care a avut loc în 15 septembrie 2011, PIERRE L’HOEST [14] a decis să părăseasca funcția de CEO. În perioada de tranziție, EVS a fost condusă de consiliul de administrație.
În 2012 Joop Janssen a fost investit ca CEO.
În 10 octombrie 2014 Consiliul Director  împreună cu Joop Janssen, au căzut de acord  ca cel din urmă să renunțe la funcție. Muriel De Lathouwer, membru al Consiliului Director al EVS și președinte al Comitetului de Strategie  este numit președinte interimar al Comitetului Executiv.

## Produse
- XT3: acest video-server permite înregistrarea, controlul și rularea fișierelor, înregistrând sincronizat multiple surse audio/video
- Multicam[LSM]: Acesta este softul de control al serverului XT3, care, combinat cu remota specifică, permite redarea de reluări instant și efecte de slow-motion, fiind folosit pe scară largă în producțiile sportive în direct.
- XS: acest video-server este dedicat studiourilor TV.
- IPDirector : acest soft este folosit în controlul serverelor XT3, având câteva caracteristici esențiale ca: managementul metadata, managementul playlist –urilor, și editarea primară.
- Xedio: este o suită de aplicații modulare care controlează achiziția, producția, și rularea știrilor. Aceasta include un sistem de editare non-lineară [CleanEdit] care lucrează virtual
- C-Cast: este un soft care livrează instant conținutul media către alte platforme de vizionare
- Epsio: Permite inserția grafică în timp real sau peste reluările instant.
- Suita OpenCube : Serverul MXF generează fișiere MXF pentru producțiile digitale, XF Reader( cititor MXF) și XF Converter( convertor MXF)

## Premii
Compania și produsele sale au obținut o serie de premii internaționale :
- The IBC2014 Judges’ Prize[17]
- Best distribution technology Award 2014 for its C-Cast[18]
- TV Technology Star Awards at IBC2013 for its XT3 4K version[19]
- Pick Hit Award for IBC 2013 for its XT3 4K version[20]
- Tech & Engineering Emmy Award for its HD Super Motion Systems [21]
- Spanish AV Industry Award for EVS XT2+ [22]
- TV Technology Star Awards at IBC2010 for MediArchive Director [23]
- Technology Implementation of the Year Award for Qvest Media at Digital Studio Awards 2010 [24]
- IBC 2009 Pick Hit Awards for EVS' New Graphic Overlay Solution [25]
- TVBEurope Best of IBC Award for IPEdit [26]
- Star 2008 TV Technology for EVS XT2web [27]
- Pick Hit Award for IBC 2011 for C-Cast [28]

## Sedii
Sediul principal EVS (administrare,producție și dezvoltare) este în  Liège  -  Belgia.
4 centre de dezvoltare se găsesc în:
- Toulouse (for OpenCube MXF products),
- Paris (for Epsio)
- Bruxelles (for MediArchive Director).

EVS are de asemenea birouri de vânzări și support în: London, Los Angeles, New York, Dubai, Mexico, Paris, München, Madrid, Brescia, Beijing, Hong Kong, Sydney și Mumbai.